# Ersrode
Ersrode ist ein Ortsteil der Gemeinde Ludwigsau im nordhessischen Landkreis Hersfeld-Rotenburg.

## Geographische Lage
Ersrode liegt im Nordostteil des Knüllgebirges (Knüll) rund 13,7 km (Luftlinie) nordwestlich von Friedlos, dem Sitz der Ludwigsauer Gemeindeverwaltung. Es befindet sich im oberen Beisetal. Nächster Nachbarort ist das südsüdwestlich auch an der Beise gelegene Ludwigsauer Dorf Hainrode.

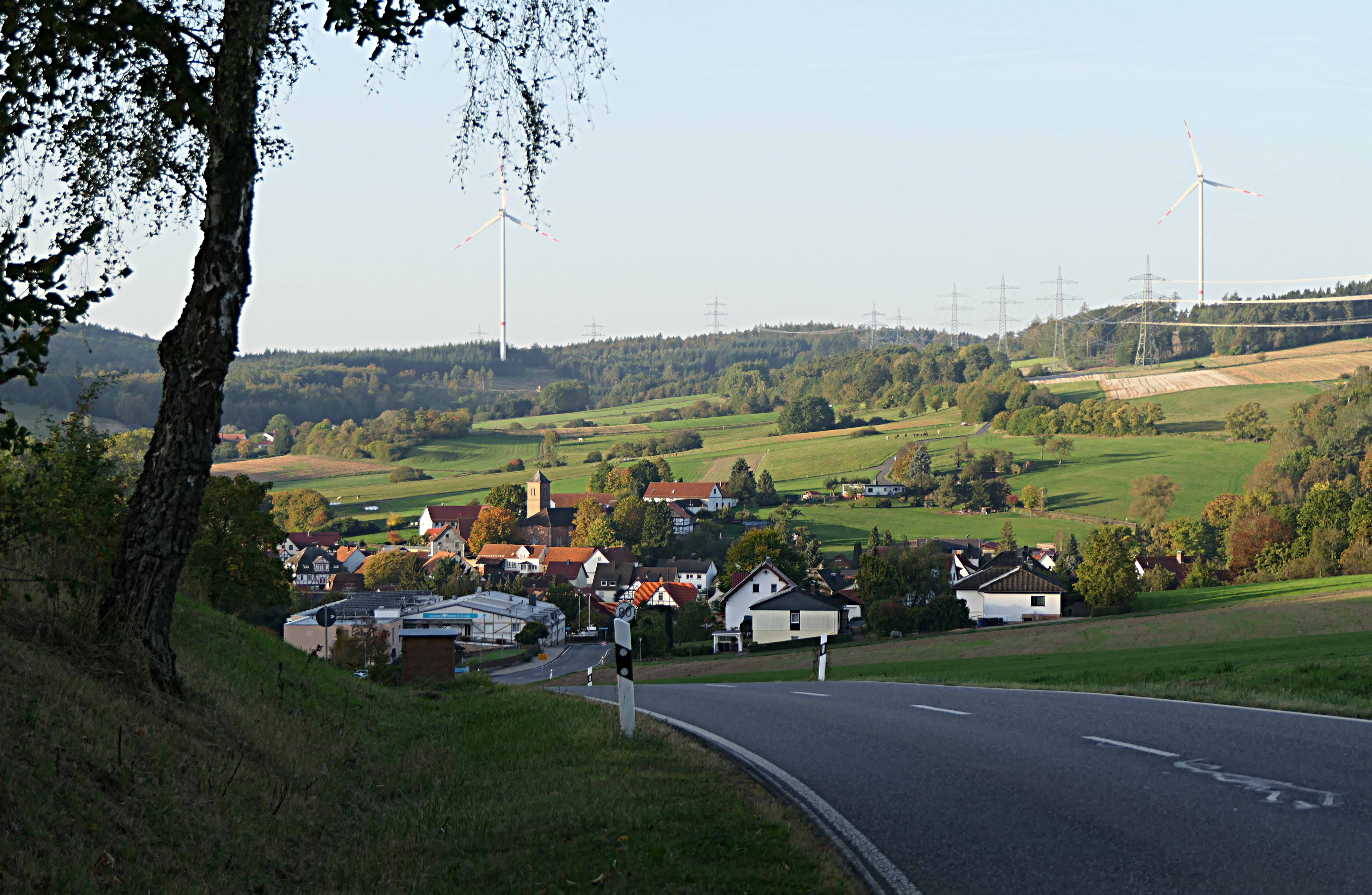
Ersrode von Nordosten

Zwischen Ersrode, Sterkelshausen und Beenhausen steht das bis heute von den Eigentümern bewohnte Schloss Ludwigseck. Zwischen Schloss und Dorf verläuft die Wasserscheide zwischen den Fulda-Zuflüssen Beise im Westen und Rohrbach im Osten. Etwa 1,5 km südöstlich des Dorfs liegt im gleichnamigen Tal das Naturschutzgebiet Malchustal mit dem am Rohrbach-Zufluss Malchustalbach gelegenen Malchusteich.

## Geschichte
Erstmals erwähnt wird Orsrode im Jahre 1375 als Lehen der Abtei Hersfeld. Der ursprünglich „Gericht in der Rohrbach“, später Gericht Ludwigseck genannte Gerichtsbezirk bestand 1538 aus den Dörfern Beenhausen, Gerterode, Heyerode, Rohrbach, Oberthalhausen, Niederthalhausen und Tann; Georg Landau zählte auch Ersrode, Trunsbach und die Wüstung Schöpbach dazu. Die Gerichtsstätte befand sich im Dorf Tann. Das Gericht gehörte ab 1579 zum Amt Rotenburg, das von 1627 bis 1835 Teil der Rotenburger Quart war.
1837 brannte nach einem Blitzschlag die Dorfkirche ab; für den heutigen, verhältnismäßig großen Kirchenbau wurde 1841 der Grundstein gelegt. Die Kirche aus großen Sandsteinquadern wird umgeben von einer niedrigen Mauer, die ehemals den Friedhof mit verbliebenen Grabmälern einfriedete. Im Inneren der Kirche befinden sich zwei große, vom Kasseler Bildhauer Andreas Herber geschaffene Epitaphe von 1578 und 1589 für Mitglieder der damaligen Patronatsherren Riedesel zu Eisenbach, die das Schloss Ludwigseck über Jahrhunderte bewohnten; dieses besitzen heute die Herren von und zu Gilsa. Eine wertvolle, historische Arbeit ist die alte Wegmann-Orgel aus dem Jahr 1771. Noch heute besteht das Patronat der Riedesel mit Stammsitz in Lauterbach fort.
Im Zuge der Gebietsreform in Hessen fusionierten zum 31. Dezember 1971 die bis dahin selbständigen Gemeinden Beenhausen, Ersrode, Hainrode und Oberthalhausen zur neuen Gemeinde Ludwigseck. Diese wurde bereits am 1. August 1972 aufgelöst und kam zur Gemeinde Ludwigsau. Für alle ehemals eigenständigen Gemeinden von Ludwigsau wurde je ein Ortsbezirk mit Ortsbeirat und Ortsvorsteher nach der Hessischen Gemeindeordnung gebildet.

## Bevölkerung
Einwohnerstruktur 2011
Nach den Erhebungen des Zensus 2011 lebten am Stichtag dem 9. Mai 2011 in Ersrode 351 Einwohner. Darunter waren 12 (3,4 %) Ausländer. Nach dem Lebensalter waren 66 Einwohner unter 18 Jahren, 120 zwischen 18 und 49, 69 zwischen 50 und 93 und 33 Einwohner waren älter. Die Einwohner lebten in 141 Haushalten. Davon waren 30 Singlehaushalte, 42 Paare ohne Kinder und 60 Paare mit Kindern, sowie 9 Alleinerziehende und keine Wohngemeinschaften. In 27 Haushalten lebten ausschließlich Senioren und in 84 Haushaltungen lebten keine Senioren.
Einwohnerentwicklung
| Ersrode: Einwohnerzahlen von 1834 bis 2011 | Ersrode: Einwohnerzahlen von 1834 bis 2011 | Ersrode: Einwohnerzahlen von 1834 bis 2011 | Ersrode: Einwohnerzahlen von 1834 bis 2011 | Ersrode: Einwohnerzahlen von 1834 bis 2011 |
| --- | ------------------------------------------ | ------------------------------------------ | ------------------------------------------ | ------------------------------------------ |
| Jahr |                                            |                                            |                                            | Einwohner                                  |
| 1834 | 1834                                       |                                            | 410                                        | 410                                        |
| 1840 | 1840                                       |                                            | 437                                        | 437                                        |
| 1846 | 1846                                       |                                            | 512                                        | 512                                        |
| 1852 | 1852                                       |                                            | 469                                        | 469                                        |
| 1858 | 1858                                       |                                            | 436                                        | 436                                        |
| 1864 | 1864                                       |                                            | 436                                        | 436                                        |
| 1871 | 1871                                       |                                            | 361                                        | 361                                        |
| 1875 | 1875                                       |                                            | 352                                        | 352                                        |
| 1885 | 1885                                       |                                            | 321                                        | 321                                        |
| 1895 | 1895                                       |                                            | 326                                        | 326                                        |
| 1905 | 1905                                       |                                            | 271                                        | 271                                        |
| 1910 | 1910                                       |                                            | 291                                        | 291                                        |
| 1925 | 1925                                       |                                            | 357                                        | 357                                        |
| 1939 | 1939                                       |                                            | 341                                        | 341                                        |
| 1946 | 1946                                       |                                            | 546                                        | 546                                        |
| 1950 | 1950                                       |                                            | 577                                        | 577                                        |
| 1956 | 1956                                       |                                            | 438                                        | 438                                        |
| 1961 | 1961                                       |                                            | 437                                        | 437                                        |
| 1967 | 1967                                       |                                            | 404                                        | 404                                        |
| 1970 | 1970                                       |                                            | 405                                        | 405                                        |
| 1980 | 1980                                       |                                            | ?                                          | ?                                          |
| 1990 | 1990                                       |                                            | ?                                          | ?                                          |
| 2000 | 2000                                       |                                            | ?                                          | ?                                          |
| 2011 | 2011                                       |                                            | 351                                        | 351                                        |
| Datenquelle: Historisches Gemeindeverzeichnis für Hessen: Die Bevölkerung der Gemeinden 1834 bis 1967. Wiesbaden: Hessisches Statistisches Landesamt, 1968. Weitere Quellen: LAGIS; Zensus 2011 |                                            |                                            |                                            |                                            |

Historische Religionszugehörigkeit
| • 1885: | 288 evangelische (= 99,31 %), zwei katholische (= 0,69 %) Einwohner |
| • 1961: | 394 evangelische (= 90,16 %), 31 katholische (= 7,09 %) Einwohner   |

## Politik
Für Ersrode besteht ein Ortsbezirk (Gebiete der ehemaligen Gemeinde Ersrode) mit Ortsbeirat und Ortsvorsteher nach der Hessischen Gemeindeordnung.
Der Ortsbeirat besteht aus fünf Mitgliedern. Seit den Kommunalwahlen in Hessen 2021 ist der Ortsvorsteher Jörg Brand.

## Infrastruktur und Verkehr
- Im Ort gibt es ein Dorfgemeinschaftshaus und ein Altenhilfszentrum.
- In Ersrode treffen sich die Landesstraßen 3253 (Hainrode–Ersrode–Sterkelshausen) und 3254 (Hausen–Ersrode–Beenhausen).
- Den öffentlichen Personennahverkehr stellt die ÜWAG Bus GmbH mit der Linie 320 sicher.
- Durch Ersrode führt entlang der Beise von ihrer Quelle bei Hainrode bis zur Mündung in die Fulda in Beiseförth der Beisetal-Mühlen-Radweg.
- Nordwestlich vorbei am Dorf verläuft die Schnellfahrstrecke Hannover–Würzburg, die zwischen dem Schalkenbergtunnel im Norden und Hainrodetunnel im Süden auf einer kurzen Brücke über die Beise führt.